# Lovedrive Tour
Lovedrive Tour es la sexta gira mundial de conciertos de la banda alemana de hard rock y heavy metal Scorpions, en promoción al álbum Lovedrive de 1979. Comenzó el 30 de enero de 1979 en el recinto Festsaal Messe de Basilea en Suiza y culminó el 7 de diciembre del mismo año en el Performing Arts Center de Providence (Rhode Island) en los Estados Unidos. Gracias a la extensa gira, les permitió tocar por primera vez en los Estados Unidos y en Austria.

## Antecedentes
Durante el segundo semestre de 1978, el guitarrista Michael Schenker anunció su regreso a Scorpions luego de haber renunciado al grupo inglés UFO. Por aquel mismo tiempo la banda inició las grabaciones de Lovedrive, donde el menor de los Schenker grabó la guitarra líder en las canciones «Another Piece of Meat», «Lovedrive» y en la instrumental «Coast to Coast». La expectación de ver de nuevo en vivo a Michael junto a Scorpions, aumentó la venta de entradas de las primeras presentaciones de la gira. Sin embargo, su paso dentro de la serie de conciertos solo duró hasta el 20 de mayo, ya que luego del concierto dado en Londres se retiró afirmando que no se sentía cómodo tocando canciones de otros, hecho que posteriormente lo llevó a fundar su propia agrupación en 1980.
Para suplantar su puesto la banda llamó a Matthias Jabs, que ya había colaborado con ellos como guitarrista líder en las canciones restantes de Lovedrive. El joven músico conocido en la escena alemana por haber sido el guitarrista de bandas como Lady y Fargo, tuvo que aprender los acordes de todas las canciones de la gira en tan solo diez días, antes de la presentación en Nagoya dada el 3 de junio.
Luego de presentarse en Japón durante los primeros días de junio, la banda se embarcó en su primera visita por los Estados Unidos, cuya primera presentación se llevó a cabo el 28 de julio en el marco del festival World Series of Rock en Cleveland, donde también participaron AC/DC, Aerosmith, Ted Nugent, Journey y Thin Lizzy. Para aquel concierto la banda fue contratada por tan solo treinta minutos, pero tocaron más de cuarenta y cinco, siendo aplaudidos por el público y también por sus pares. Tras ello dieron un par de conciertos como apoyo a AC/DC y Ted Nugent, y compartieron escenario en otros shows con Sammy Hagar, Pat Travers y Blackfoot. Debido a su exitoso paso por el país norteamericano, en noviembre fueron nuevamente contratados para dar una serie de shows junto a Sammy Hagar, donde en algunas noches cerraban ellos y en otras cerraba el vocalista estadounidense. Ya a principios de diciembre abrieron los conciertos de Rainbow y Aerosmith, que además fueron las últimas fechas de la gira.

## Lista de canciones
A lo largo de la extensa gira Scorpions interpretó varios listados de canciones, que incluían menos o más canciones dependiendo de donde tocaban, como por ejemplo y durante la estadía de Michael Schenker, interpretaron «Doctor Doctor» y «Lipstick Traces», canciones de UFO coescritas por él. A continuación el listado de canciones interpretado por la banda en el Nippon Budokan en Tokio, Japón y en el Memorial Hall en Kansas City (Kansas).
1. «Pictured Life»
2. «Backstage Queen»
3. «We'll Burn the Sky»
4. «Loving You Sunday Morning»
5. «Lovedrive»
6. «Is There Anybody There?»
7. «Always Somewhere»
8. «Life's Like a River»
9. «Fly to the Rainbow»
10. «Another Piece of Meat»
11. «Can't Get Enough»

1. «Pictured Life»
2. «Backstage Queen»
3. «We'll Burn the Sky»
4. «Loving You Sunday Morning»
5. «Lovedrive»
6. «In Trance»
7. «Always Somewhere»
8. «Life's Like a River»
9. «Fly to the Rainbow»
10. «He's a Woman She's a Man»
11. «Another Piece of Meat»
12. «Top of the Bill»
13. «Robot Man»
14. «Steamrock Fever»
15. «Can't Get Enough»

## Fechas
| Fecha            | País                | Ciudad                 | Recinto/Festival                      | Notas                                            |
| Europa           | Europa              | Europa                 | Europa                                | Europa                                           |
| ---------------- | ------------------- | ---------------------- | ------------------------------------- | ------------------------------------------------ |
| 30 de enero      | Suiza               | Basilea                | Festsaal Messe                        |                                                  |
| 16 de febrero    | Países Bajos        | Eindhoven              | Effenaar                              |                                                  |
| 17 de febrero    | Países Bajos        | Ámsterdam              | Paradiso                              |                                                  |
| 18 de febrero    | Alemania Occidental | Dortmund               | Westfalenhalle                        |                                                  |
| 19 de febrero    | Alemania Occidental | Bremen                 | Stadthalle Bremen                     |                                                  |
| 20 de febrero    | Alemania Occidental | Münster                | Halle Münsterland                     |                                                  |
| 22 de febrero    | Alemania Occidental | Recklinghausen         | Vestlandhalle                         |                                                  |
| 23 de febrero    | Alemania Occidental | Düsseldorf             | Philipshalle                          |                                                  |
| 24 de febrero    | Alemania Occidental | Hannover               | Eilenriedehalle                       |                                                  |
| 26 de febrero    | Alemania Occidental | Kiel                   | Ostseehalle                           |                                                  |
| 27 de febrero    | Alemania Occidental | Kassel                 | Stadthalle                            |                                                  |
| 28 de febrero    | Alemania Occidental | Berlín                 | Neue Welt                             |                                                  |
| 1 de marzo       | Alemania Occidental | Hamburgo               | Musikhalle Hamburg                    |                                                  |
| 3 de marzo       | Alemania Occidental | Erlangen               | Stadthalle                            |                                                  |
| 4 de marzo       | Alemania Occidental | Offenbach del Meno     | Stadthalle Offenbach                  |                                                  |
| 5 de marzo       | Alemania Occidental | Heidelberg             | Stadthalle                            |                                                  |
| 7 de marzo       | Alemania Occidental | Colonia                | Sartory-Säle                          |                                                  |
| 8 de marzo       | Alemania Occidental | Saarbrücken            | Kongresshalle                         |                                                  |
| 9 de marzo       | Alemania Occidental | Göppingen              | Haldenberghalle                       |                                                  |
| 10 de marzo      | Alemania Occidental | Villingen-Schwenningen | Messehalle                            |                                                  |
| 11 de marzo      | Suiza               | Zúrich                 | Volkshaus                             |                                                  |
| 13 de marzo      | Alemania Occidental | Múnich                 | Schwabinger Bräu                      |                                                  |
| 15 de marzo      | Alemania Occidental | Augsburgo              | Kongresshalle                         |                                                  |
| 16 de marzo      | Alemania Occidental | Ratisbona              | Audimax                               |                                                  |
| 17 de marzo      | Alemania Occidental | Wurzburgo              | Carl-Diem-Halle                       |                                                  |
| 18 de marzo      | Alemania Occidental | Ulm                    | Donauhalle Ulm                        |                                                  |
| 19 de marzo      | Alemania Occidental | Colonia                | Sporthalle                            | Evento coliderado con Eloy                       |
| 22 de marzo      | Francia             | Aviñón                 | Salle des Fêtes                       |                                                  |
| 23 de marzo      | Francia             | Vitrolles              | Salle des Fêtes                       |                                                  |
| 24 de marzo      | Francia             | Perpiñán               | desconocido                           |                                                  |
| 27 de marzo      | Francia             | Ruan                   | Cinema le Chartreux                   |                                                  |
| 28 de marzo      | Francia             | París                  | Hippodrome de Pantin                  |                                                  |
| 29 de marzo      | Francia             | Estrasburgo            | Hall Tivoli                           |                                                  |
| 30 de marzo      | Francia             | Reims                  | Cinéma Ópera                          |                                                  |
| 31 de marzo      | Francia             | Cambrai                | Palais des Grottes                    |                                                  |
| 1 de abril       | Francia             | Le Havre               | Hall Bovis                            |                                                  |
| 2 de abril       | Francia             | Le Mans                | Le Royal                              |                                                  |
| 3 de abril       | Francia             | Tours                  | Cinéma Le Rex                         |                                                  |
| 4 de abril       | Francia             | Lyon                   | Palais d'Hiver                        |                                                  |
| 5 de abril       | Francia             | Grenoble               | Alpexpo                               |                                                  |
| 6 de abril       | Francia             | Annecy                 | Théâtre Municipal                     |                                                  |
| 7 de abril       | Francia             | Mulhouse               | Palais des Fêtes                      |                                                  |
| 10 de abril      | Bélgica             | Bruselas               | Ancienne Belgique                     |                                                  |
| 12 de mayo       | Inglaterra          | Sheffield              | Sheffield City Hall                   |                                                  |
| 13 de mayo       | Inglaterra          | Birmingham             | Birmingham Odeon                      | teloneados por Terra Nova                        |
| 14 de mayo       | Inglaterra          | Hanley                 | Victoria Hall                         |                                                  |
| 17 de mayo       | Escocia             | Glasgow                | Apollo Theatre                        |                                                  |
| 18 de mayo       | Inglaterra          | Mánchester             | Free Trade Hall                       | teloneados por Terra Nova                        |
| 19 de mayo       | Inglaterra          | Newcastle              | Newcaste City Hall                    |                                                  |
| 20 de mayo       | Inglaterra          | Londres                | Hammersmith Odeon                     | teloneados por Terra Nova                        |
| 22 de mayo       | Inglaterra          | Londres                | BBC Television Theatre                | para el programa The Old Grey Whistle Test       |
| 24 de mayo       | Escocia             | Glasgow                | Apollo Theatre                        |                                                  |
| Asia             |                     |                        |                                       |                                                  |
| 3 de junio       | Japón               | Nagoya                 | Nagoya-Shi Kokaido                    |                                                  |
| 4 de junio       | Japón               | Osaka                  | Festival Hall                         |                                                  |
| 5 de junio       | Japón               | Tokio                  | Nakano Sun Plaza                      |                                                  |
| 7 de junio       | Japón               | Tokio                  | Koseinekin Hall                       |                                                  |
| 8 de junio       | Japón               | Tokio                  | Pabellón Korakuen                     |                                                  |
| Norteamérica     |                     |                        |                                       |                                                  |
| 28 de julio      | Estados Unidos      | Cleveland              | World Series of Rock Festival         |                                                  |
| 31 de julio      | Estados Unidos      | Fort Wayne             | Allen County War Memorial Coliseum    | junto con AC/DC, abriendo para Ted Nugent        |
| 1 de agosto      | Estados Unidos      | Indianápolis           | Market Square Arena                   | junto con AC/DC, abriendo para Ted Nugent        |
| 2 de agosto      | Estados Unidos      | Cincinnati             | Riverfront Coliseum                   | junto con AC/DC, abriendo para Ted Nugent        |
| 3 de agosto      | Estados Unidos      | Pittsburgh             | Pittsburgh Civic Arena                | junto con AC/DC, abriendo para Ted Nugent        |
| 5 de agosto      | Estados Unidos      | Filadelfia             | The Spectrum                          | junto con AC/DC, abriendo para Ted Nugent        |
| 6 de agosto      | Estados Unidos      | Chicago                | ChicagoFest 79                        |                                                  |
| 7 de agosto      | Estados Unidos      | Schaumburg             | The Beginnings Club                   | junto con The Kings, abriendo para Sammy Hagar   |
| 8 de agosto      | Estados Unidos      | Cedar Rapids           | Five Seasons Center                   | junto con Blackfoot, abriendo para Ted Nugent    |
| 9 de agosto      | Estados Unidos      | Chicago                | Navy Pier                             | abriendo para Sammy Hagar                        |
| 10 de agosto     | Estados Unidos      | Milwaukee              | MECCA Arena                           | abriendo para Sammy Hagar                        |
| 11 de agosto     | Estados Unidos      | Saint Paul             | St. Paul Civic Center                 | junto con Blackfoot, abriendo para Ted Nugent    |
| 14 de agosto     | Estados Unidos      | Atlanta                | The Omni                              | junto con Blackfoot, abriendo para Ted Nugent    |
| 15 de agosto     | Estados Unidos      | Jacksonville           | Jacksonville Memorial Coliseum        | junto con Blackfoot, abriendo para Ted Nugent    |
| 16 de agosto     | Estados Unidos      | Charlotte              | desconocido                           | junto con Blackfoot, abriendo para Ted Nugent    |
| 17 de agosto     | Estados Unidos      | Hampton                | Hampton Coliseum                      | junto con Nantucket, abriendo para Ted Nugent    |
| 18 de agosto     | Estados Unidos      | Landover               | Capital Centre                        | abriendo para Ted Nugent                         |
| 19 de agosto     | Estados Unidos      | Wilkes-Barre           | Wilke-Barre Festival                  |                                                  |
| 22 de agosto     | Estados Unidos      | Atlanta                | desconocido                           |                                                  |
| 23 de agosto     | Estados Unidos      | Savannah               | Savannah Civic Center                 | junto con Missouri, abriendo para Ted Nugent     |
| Europa II        |                     |                        |                                       |                                                  |
| 25 de agosto     | Inglaterra          | Reading                | Festival de Reading                   |                                                  |
| 1 de septiembre  | Alemania Occidental | Núremberg              | Campo Zeppelín                        |                                                  |
| 14 de septiembre | Austria             | Viena                  | Wiener Stadthalle                     |                                                  |
| Asia II          |                     |                        |                                       |                                                  |
| 16 de septiembre | Japón               | Tokio                  | Nakano Sun Plaza                      |                                                  |
| Norteamérica II  |                     |                        |                                       |                                                  |
| 30 de octubre    | Estados Unidos      | El Paso                | El Paso Civic Center                  | abriendo para Sammy Hagar                        |
| 31 de octubre    | Estados Unidos      | Albuquerque            | Albuquerque Civic Auditorium          | junto con Pat Travers, abriendo para Sammy Hagar |
| 1 de noviembre   | Estados Unidos      | Amarillo               | Amarillo Civic Center                 |                                                  |
| 2 de noviembre   | Estados Unidos      | Fort Worth             | Tarrant County Convention Center      | junto con Pat Travers, abriendo para Sammy Hagar |
| 3 de noviembre   | Estados Unidos      | Dallas                 | Dallas Convention Center              | junto con Pat Travers, abriendo para Sammy Hagar |
| 4 de noviembre   | Estados Unidos      | Houston                | Sam Houston Coliseum                  | junto con Pat Travers, abriendo para Sammy Hagar |
| 6 de noviembre   | Estados Unidos      | Lubbock                | Municipal Auditorium                  |                                                  |
| 7 de noviembre   | Estados Unidos      | Austin                 | Municipal Auditorium                  | junto con Pat Travers, abriendo para Sammy Hagar |
| 8 de noviembre   | Estados Unidos      | San Antonio            | HemisFair Arena                       | junto con Pat Travers, abriendo para Sammy Hagar |
| 9 de noviembre   | Estados Unidos      | Corpus Christi         | Memorial Coliseum                     | junto con Pat Travers, abriendo para Sammy Hagar |
| 11 de noviembre  | Estados Unidos      | Norman                 | Lloyd Noble Center                    | abriendo para Sammy Hagar                        |
| 13 de noviembre  | Estados Unidos      | Cincinnati             | desconocido                           |                                                  |
| 14 de noviembre  | Estados Unidos      | Indianápolis           | Centro de Convenciones de Indiana     | junto con April Wine, abriendo para Sammy Hagar  |
| 15 de noviembre  | Estados Unidos      | Worcester              | Memorial Auditorium                   | abriendo para Sammy Hagar                        |
| 17 de noviembre  | Estados Unidos      | Dayton                 | Hara Arena                            | junto con April Wine, abriendo para Sammy Hagar  |
| 18 de noviembre  | Estados Unidos      | Chicago                | Aragon Ballroom                       | teloneados por Sammy Hagar y April Wine          |
| 20 de noviembre  | Estados Unidos      | Cleveland              | Cleveland Music Hall                  | abriendo para Sammy Hagar                        |
| 22 de noviembre  | Estados Unidos      | Chicago                | Aragon Ballroom                       |                                                  |
| 23 de noviembre  | Estados Unidos      | San Luis               | Checkerdome                           | junto con Pat Travers, abriendo para Sammy Hagar |
| 24 de noviembre  | Estados Unidos      | Kansas City            | Memorial Hall                         | junto con The Hounds, abriendo para Sammy Hagar  |
| 26 de noviembre  | Estados Unidos      | Scranton               | Catholic Youth Center                 | abriendo para Rainbow                            |
| 27 de noviembre  | Estados Unidos      | Worcester              | Memorial Auditorium                   | abriendo para Rainbow                            |
| 1 de diciembre   | Estados Unidos      | Passaic                | Capitol Theatre                       | abriendo para Rainbow                            |
| 2 de diciembre   | Estados Unidos      | Allentown              | Ag Hall                               | abriendo para Rainbow                            |
| 5 de diciembre   | Estados Unidos      | Binghamton             | Broome County Veterans Memorial Arena | abriendo para Aerosmith                          |
| 6 de diciembre   | Estados Unidos      | Portland               | Cumberland County Civic Center        | abriendo para Aerosmith                          |
| 7 de diciembre   | Estados Unidos      | Providence             | Performing Arts Center                | abriendo para Rainbow                            |

## Músicos
- Klaus Meine: voz
- Rudolf Schenker: guitarra rítmica y coros
- Matthias Jabs: guitarra líder (desde el 3 de junio hasta el 7 de diciembre)
- Michael Schenker: guitarra líder (desde el 17 de febrero al 20 de mayo)
- Francis Buchholz: bajo
- Herman Rarebell: batería